# Foco (informática)
El foco en informática se refiere a cuál de las ventanas o componentes gráficos de un escritorio (botones de comando, casillas de verificación, cuadros de texto, etc.) están en ese momento activos (a la escucha de eventos, tales como los provenientes del teclado o el ratón).
Esto se representa en la mayor parte de los sistemas de escritorio con una coloración diferente del borde de la ventana activa (aquella que contiene el foco). 

un foco informático, las partes son: 1. Titulo
2. Resumen
3. Información 
4. Lugares
- Datos: Q422972